# مطبخ الصحراء الغربية
يشمل مطبخ الصحراء المغربية نمط الطبخ في شمال أفريقيا ، يحدها المغرب من الشمال، والجزائر من أقصى الشمال الشرقي، وموريتانيا من الشرق والجنوب، والمحيط الأطلسي من الغرب. يتأثر مطبخ الصحراء المغربية بعدة مؤثرات، إذ ينحدر أغلب الصحراويون (سكان تلك المنطقة) من أصول عربية وبربرية، بالإضافة لتأثر هذا المطبخ بالمطبخ الإسباني بسبب الاستعمار الإسباني.

موقع الصحراء المغربية

تستورد الأغذية في المقام الأول إلى الصحراء المغربية، حيث أن قلة هطول الأمطار في الإقليم تعيق الإنتاج الزراعي. وتشمل المصادر الأصلية للغذاء تلك المستمدة من صيد الأسماك والرعي البدوي. كما تساهم الأيدي العاملة والأعمال التجارية في هذه المواد الغذائية الأصلية مساهمة أساسيةً في دخل سكان الإقليم، وضمن المساهمات الأساسية لاقتصاد الصحراء الغربية.
ويُعد الكسكس من الأطعمة الأساسية الرئيسية التي غالباً ما ترافق بطريقة أو بأخرى جميع أطباق الطعام. كما أن تأثيرات المطبخ الجنوبي تجعل من الفول السوداني مرافقا لبعض الأطباق. أما فيما يخص اللحوم، يفضل الصحراويون لحم الإبل والماعز، وللحم الضأن مكانة مميزة في الأطباق، يتجنب الصحرايون لحم الخنزير لكونه غير مباح وفقاً للشريعة الإسلامية. وتشتهر بعض القبائل بزراعة القمح والشعير والحبوب بشكل عام.
تزرع بعض الفواكه والخضار في الواحات المنتشرة داخل الإقليم.

## الأطعمة والأطباق الشائعة

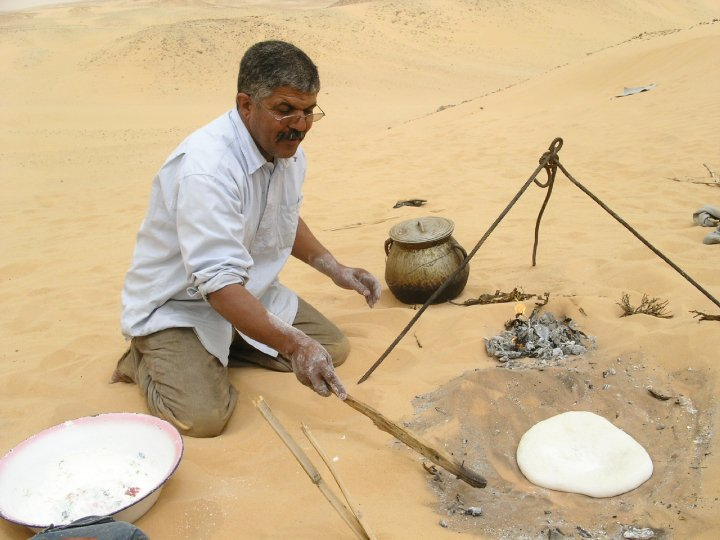
الخبز الصحراوي

اعتمدت القبائل الصحراوية في نظامها الغذائي على اللحوم والحليب ومشتقات الألبان بسبب كونها قبائل بدوية عمومًا، فيما أضافت القبائل الساحلية أطباق السمك والأرز.
فيما يلي بعض الوجبات الشائعة في المطبخ الصحراوي:
- الكسكس حبيبات سميد تُطهى بالبخار وتُقدّم مع خضروات أو لحم.[4]
- البلغمان وتحضر من دقيق الشعير والماء والسكر والدهن.[5]
- الدشيشة وتسمى أيضا شربة الشعير
- الزميت يعتمد أيضا في تحضيره على دقيق الشعير المجفف والماء وقليل من السكر والملح والدهن.
- الطاجين ويعد في طبق فخاري ويصنع من لحم الإبل و خاصة لحم الإبل عربي.
- مريفيسة أو مارو باللحم[6] وهو طبق تقليدي في المنطقة، عبارة عن حساء يتم تحضيره باستخدام لحم الأرنب أو لحم الضأن أو لحم الجمل والبصل والثوم، ويقدم فوق خبز غير مخمر مطبوخ في الرمال.
- تيدكيت أو التيشطار ويصنع من لحم الإبل.
- العيش الحبوب مع الحليب.
- أرز بالسمك

## المشروبات

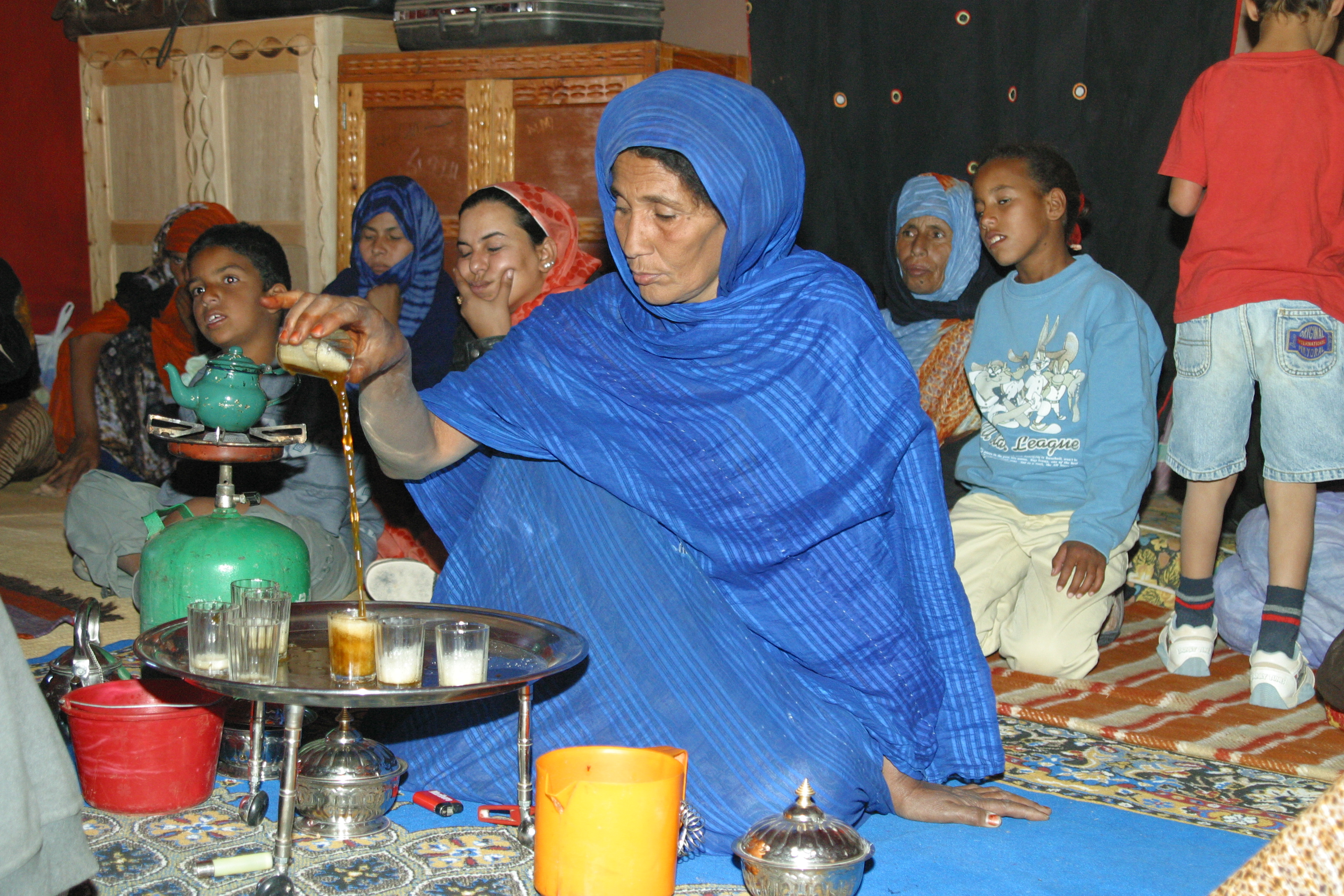
الشاي الصحراوي

- يعد الشاي أكثر من مجرد مشروب بالنسبة للشعب الصحراوي. إنها طريقة للقاء الأصدقاء والعائلة لمشاركة لحظات المحادثة والصداقة. ويأتي ذلك عادة بعد طقوس يتم فيها أخذ ثلاثة أوعية. وفي هذا الصدد، هناك تعليق شائع: "إن الكأس الأول من الشاي مر كالحياة، والكأس الثاني حلو كالحب، والثالث ناعم كالموت".[7]
- حليب الإبل من الإبل عربي.
- حليب الماعز.[8]